# Li Ganjie

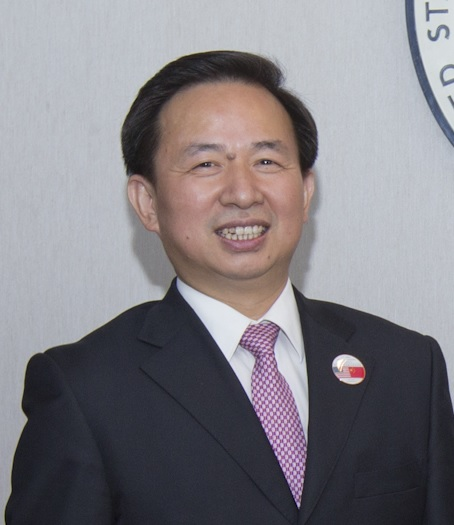
Li Ganjie

Li Ganjie (chinesisch 李干杰; * November 1964 in Wangcheng, Changsha, Hunan) ist ein chinesischer Politiker der Kommunistischen Partei Chinas (KPCh), der unter anderem zwischen 2017 und 2018 Minister für Umweltschutz sowie von 2018 bis 2020 Minister für Ökologie und Umwelt im Staatsrat der Volksrepublik China war. Seit 2020 ist er Gouverneur von Shandong.

## Leben
Li Ganjie, der zum Han-Volk gehört, begann im September 1981 absolvierte ein Studium im Fach Kernenergie an der Tsinghua-Universität und schloss dieses mit einem Bachelor ab. Während dieser Zeit wurde er 1984 Mitglied der Kommunistischen Partei Chinas (KPCh). Im Juli 1986 begann er ein postgraduales Studium im Fach Kernenergieingenieurwesen und Nukleare Sicherheit an der Tsinghua-Universität, das er im Juli 1989 mit einem Master beendete. Nach Abschluss seines Studiums begann er seine berufliche Laufbahn als Ingenieur im Nuklear- und Strahlenschutzzentrum in Peking, das zur Nationalen Behörde für nukleare Sicherheit gehörte. Ende der 1990er Jahre wechselte in den Partei- und Staatsapparat. Er war zunächst zwischen 1998 und 1999 in Personalunion stellvertretender Sekretär des Parteikomitees des in der Provinz Hunan gelegenen Kreises Pingjiang sowie stellvertretender Sekretär der Volksregierung dieses Kreises. Im Anschluss war er von 1999 bis 2000 als Erster Sekretär an der Botschaft in Frankreich tätig und wechselte nach seiner Rückkehr ins Ministerium für Umweltschutz. Er war zunächst zwischen 2000 und 2001 stellvertretender Leiter der Abteilung für Nukleare Sicherheit sowie danach von 2001 bis 2005 stellvertretender Sekretär der Parteiführungsgruppe dieser Abteilung. Er war ferner zwischen 2002 und 2006 Leiter der Abteilung für Nukleare Sicherheit des Ministeriums für Umweltschutz. Er war zwischen Dezember 2006 und 2007 stellvertretender Direktor sowie von 2006 bis 2008 Mitglied der Parteiführungsgruppe der Staatlichen Verwaltung für Umweltschutz, ehe er zuletzt zwischen 2007 und 2007 Direktor dieser Behörde.
2007 übernahm Li als Nachfolger von Wang Yuqing	den Posten als Direktor der Nationalen Verwaltung für nukleare Sicherheit und übte dieses Amt neun Jahre lang bis 2016 aus, woraufhin Liu Hua ihn ablöste. Zugleich war er zwischen März 2008 und Mai 2016 auch Vize-Minister für Umweltschutz. Im Anschluss fungierte er von Mai 2016 bis Juni 2017 als stellvertretender Sekretär des Parteikomitees der Provinz Hebei. Auf dem XIX. Parteitag der KPCh (18. bis 25. Oktober 2017) wurde er Mitglied des Zentralkomitees der Kommunistischen Partei Chinas (ZK der KPCh) und gehört diesem Gremium seither an. Im Juni 2017 löste er Chen Jining als Minister für Umweltschutz im Staatsrat der Volksrepublik China ab und bekleidete dieses Amt bis März 2018. Nach der Reorganisation und Umbenennung dieses Ministeriums wurde er am 19. März 2018 erster Minister für Ökologie und Umwelt. Im April 2020 folgte ihm Huang Runqiu als Minister für Ökologie und Umwelt.
Nach seinem Ausscheiden aus der Regierung wurde Li Ganjie im April 2020 stellvertretender Sekretär des Parteikomitees und Mitglied des Ständigen Ausschusses des Parteikomitees der Provinz Shandong. Im Juli 2020 löste er zudem Gong Zheng als Gouverneur von Shandong ab, nachdem er zuvor seit dem 17. April 2020 bereits als kommissarischer Gouverneur von Shandong amtierte.